# Сирийско-французские отношения
Сирийско-французские отношения — двусторонние дипломатические отношения между Францией и Сирией.
У Франции было посольство в Дамаске (закрыто в марте 2012 г.) и генеральное консульство в Алеппо и Латакии. У Сирии есть посольство в Париже и консульства в Марселе и Пуэнт-а-Питре.
Несмотря на исторические связи между Сирией и Францией, отношения часто были натянутыми в результате нестабильного состояния ближневосточной политики и внешней политики Франции. Франция с августа 2011 года настаивает на том, чтобы президент Сирии Башар Асад, поддерживаемый Россией и Ираном, ушел в отставку, и с тех пор Франция поддерживает сирийскую оппозицию. Франция была первой западной страной, признавшей Сирийскую оппозицию 13 ноября 2012 года.

## История

### Франко-сирийская война
Основная статья: Франко-сирийская война
См. также: Соглашение Сайкса—Пико

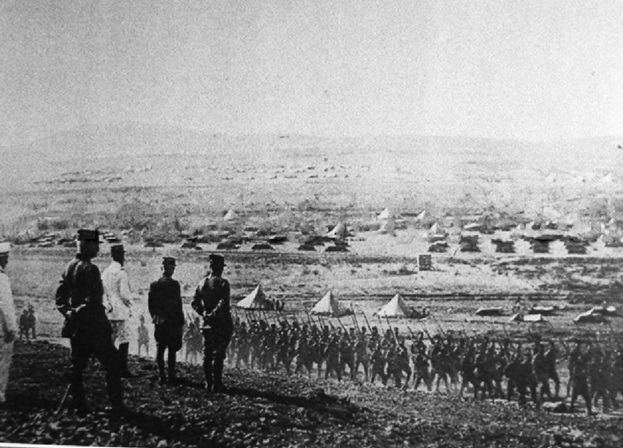
Анри Гуро инспектирует французские войска перед битвой при Майсалуне.

После арабского восстания, которое привело к поражению османов в Сирии, британские войска во главе с генералом Эдмундом Алленби вошли в город Дамаск в 1918 году в сопровождении войск арабского восстания во главе с Фейсалом, сыном Хусейна ибн Али аль-Хашими из Мекки, и Арабское правительство было создано в Дамаске в октябре 1918 года. Хотя арабы надеялись, доверяя более ранним британским обещаниям, что вновь созданное государство будет включать в себя все арабские земли, простирающиеся от северной Сирии до Йемена, в соответствии с секретным соглашением Сайкса-Пико между Великобританией и Францией, в арабское царство были отданы только внутренние районы Сирии. 8 октября французские войска высадились в Бейруте и заняли прибрежные районы Ливана. Французы немедленно распустили местные арабские правительства в регионе, при этом Франция потребовала полного выполнения соглашения Сайкса-Пико, при том, что Сирия находилась под ее контролем.
14 июля 1920 года генерал Анри Гуро предоставил королю Фейсалу выбор между подчинением или отречением. Фейсал отрекся от престола и бежал. Однако военный министр Юсеф аль-Азмех отказался подчиниться. С небольшими оставшимися войсками арабской армии, солдатами-бедуинами и гражданскими добровольцами Азмех собрал армию и встретился с 12-тысячным французским войском под командованием генерала Мариано Гойбета в битве при Майсалуне. Французы выиграли битву, и Азмех погиб на поле боя вместе со многими сирийскими войсками, а выжившие дезертировали. Дамаск был захвачен при небольшом сопротивлении местных жителей 24 июля 1920 года.

### Французский мандат в Сирии и Ливане
Основная статья: Французский мандат в Сирии и Ливане
В 1923 году, после франко-сирийской войны, Франция получила мандат Лиги Наций на Сирию и Ливан, начиная с 29 сентября.
Подмандатный регион был разделен на шесть штатов. Государства Дамаск, Алеппо, Алавиты, Джебель-Друз, автономный Санджак Александретта и Государство Большой Ливан. Рисунок этих государств был основан на сектантской демографической ситуации в Сирии и предназначался для предотвращения любых объединенных националистических восстаний. Однако почти все сирийские секты были враждебны французскому мандату и созданному им расколу.

### Национально-освободительное восстание в Сирии
Основная статья: Национально-освободительное восстание в Сирии
23 августа 1925 года, лидер друзов султан-паша аль-Атраш официально объявил революцию против французского владычества в Сирии. Призвав к объединению все сирийские секты, этнические общины и религии против французского владычества, ему удалось заручиться поддержкой широких слоев населения в общенациональном восстании, которое возглавили многие известные деятели со всей Сирии, такие как Хасан аль-Харрат, Насиб аль-Бакри, Фавзи аль-Кавукджи и Абд аль-Рахман Шахбандар
Хотя восстание было первоначально объявлено 23 августа, боевые действия начались с битвы при Аль-Кафре 22 июля 1925 года, за месяц до этого. За этим последовало множество сражений, в результате которых повстанцы одержали победу. Как бы то ни было, Франция направила в Сирию и Ливан многотысячные войска из своих африканских колоний, оснащенные современным оружием, по сравнению со скудными запасами повстанцев. Французы вернули себе многие города, хотя ожесточенное сопротивление их власти продолжалось до весны 1927 года, когда революция была подавлена обстрелом Дамаска. Французы приговорили аль-Атраша и других национальных лидеров к смертной казни, но аль-Атраш бежал с повстанцами в Трансиорданию и в конце концов был помилован, вернувшись после подписания франко-сирийского договора, встречен с огромным общественным приемом.[9]

### Независимость
Хотя Сирия и Франция ранее заключили договор о независимости в сентябре 1936 года, договор так и не вступил в силу из-за отказа французского законодательного собрания ратифицировать его. После падения Франции в 1940 году во время Второй мировой войны Сирия перешла под контроль режима Виши, пока британцы и Сражающаяся Франция не оккупировали страну в ходе сирийско-ливанской кампании. Под давлением сирийских националистов и британских войск Франция эвакуировала свои войска 17 апреля 1946 г., что ознаменовало создание новой независимой Сирийской республики.

### После независимости
Франко-сирийские отношения отмечены историческим прошлым и общими культурными отношениями и оставались хорошими после обретения независимости, .
В июне 2000 г., после смерти президента Сирии Хафеза Асада, президент Франции Жак Ширак присутствовал на его похоронах, будучи единственным главой западного государства, который сделал это. После смерти Рафика Харири, в которой Ширак обвинил Сирию, Франция дипломатически изолировала Сирию.
Как бы то ни было, президент Франции Николя Саркози работал над тем, чтобы вывести Сирию из изоляции. Он предложил Сирии присоединиться к Союзу для Средиземноморья, при этом большинство стран ЕС согласились, и Сирия присоединилась к союзу, а Саркози позже посетил Дамаск и встретился с президентом Сирии Башаром Асадом, что сделало его единственным главой западного государства, посетившим Сирию после убийства Рафика Харири, ответственность за которое западные страны возлагают на Сирию.
13 июля 2008 г. президент Сирии Башар Асад посетил Париж, где встретился с президентом Саркози и принял участие в параде 14 июля в качестве почетного гостя.

### Гражданская война в Сирии
После начала гражданской войны в Сирии, Франция призвала президента Башара Асада уйти от власти и предоставила силам оппозиции нелетальную военную помощь, в том числе оборудование связи и медикаменты после эскалации конфликта в 2012 году.
В августе 2013 года, когда сирийское правительство обвинили в применении химического оружия в районе Гуты под Дамаском, Париж призвал к военному вмешательству, однако президент США Барак Обама отказался действовать. Несмотря на то, что Франция не принимала военного участия на ранних этапах конфликта, в августе 2014 года президент Франции Франсуа Олланд подтвердил, что Франция поставляла оружие сирийским повстанцам.
После появления ИГИЛ Франция начала наносить авиаудары по объектам ИГИЛ в Сирии, а в середине ноября 2015 г., после терактов в Париже 13 ноября, Франция, ссылаясь на самооборону в соответствии со статьей 51 Устава Организации Объединенных Наций, значительно усилил авиаудары по Сирии, тесно координируя свои действия с вооруженными силами США.
Также в середине ноября Франция подготовила резолюцию Совета Безопасности ООН, призывающую членов ООН «принять все необходимые меры» в борьбе с «Исламским государством» и фронтом ан-Нусра. На следующий день резолюцию, составленную во Франции, поддержала Великобритания. 20 ноября 2015 г. Совет Безопасности ООН единогласно принял французско-британский проект резолюции. Также 20 ноября Франция отклонила предположения России о том, что французские воздушные удары по нефтяным объектам в Сирии были незаконными, заявив, что они были «уместным и необходимым ответом» на атаки Исламского государства.
14 апреля 2018 г. президент Франции Эммануэль Макрон заявил в своем заявлении, что Франция «пересекла красную черту» в связи с предыдущими нападениями на Думу. Начиная с 04:00 по сирийскому времени (UTC+3) Франция, США и Великобритания нанесли серию военных ударов с применением авиационных и корабельных ракет по многочисленным правительственным объектам в Сирии. Они заявили, что это был ответ на химическую атаку в Думе против мирных жителей 7 апреля, которую они приписывают сирийскому правительству. Сирийское правительство отрицает причастность к терактам в Думе и называет авиаудары нарушением международного права. 20 апреля сирийское правительство вернуло орден Почетного легиона, врученную президенту Башару Асаду Францией в 2001 году, заявив, что он не будет носить награду «страны-рабыни» США. После участия Франции в авиаударах США по Дамаску и Хомсу и Франции была проведена «дисциплинарная процедура» по отзыву награды.